# Campos-Novos-Talsperre
Die Campos-Novos-Talsperre wurde im südbrasilianischen Bundesstaat Santa Catarina zwischen August 2001 und Juli 2006 am Rio Canoas, einem Zufluss des Río Uruguay, gebaut. Der 202 m hohe Staudamm bei Campos Novos ist der vermutlich dritthöchste dieses Typs (CFRD = concrete faced rockfill dam) der Erde. Er ist außerdem die höchste Talsperre Brasiliens.
Die Baukosten betrugen 671 Millionen US-Dollar. Der Staudamm ist Teil eines Wasserkraftkomplexes, der 880 MW elektrische Leistung liefert. Eine zweite Talsperre gibt es weiter unterhalb, und zusammen fassen sie mehr als zwei Milliarden Kubikmeter Wasser.
Die über 35 Jahre laufende Konzession zum Bau und Betrieb von Campos Novos wurde 1998 an Enercan erteilt, ein Konsortium aus der brasilianischen CPFL Energia mit 48,7 %, dem brasilianischen Aluminiumhersteller CBA mit 22,7 %, der Metallurgiegesellschaft CNT mit 20 %, der staatlichen Gesellschaft Rio Grande do Sul mit 6,5 % und Santa Catarina Celesc mit 2 %.
Die Baufirmen wurde von der brasilianischen Firma Camargo Correa und den Beratenden Ingenieuren Engevix angeführt. Finanziert wurde das Projekt von der Interamerikanischen Entwicklungsbank und der staatlichen Brasilianischen Entwicklungsbank.
Am 20. Juni 2006 gab es einen Unfall, bei dem das gesamte Wasser durch eine Bruchstelle aus der Talsperre auslief. Menschen kamen dabei nicht zu Schaden. Im November 2006 war der Schaden behoben und der Stausee wurde bis zum 1. März 2007 wieder gefüllt. Der letzte der drei Generatoren ging am 30. April 2007 in Betrieb.